# Giovanni Agostino Cucchi
Giovanni Agostino Cucchi (... – 1664) è stato un anatomista, medico e filosofo italiano.
Laureatosi in Medicina e Filosofia il 27 settembre 1607, fu professore di logica, poi medicina teorica, chirurgia ed anatomia, a cui dedicò gran parte delle sue attività, fino all'anno di morte, divenendo famoso anche all'estero.
Non pubblicò opere scritte, ma la sua fama gli meritò una iscrizione nel Palazzo dell'Archiginnasio nel 1635: